# Ferrari F1-2000
Ferrari F1-2000 — болид Формулы-1, построенный для участия в чемпионате 2000 года. Этот автомобиль позволил Михаэлю Шумахеру стать трёхкратным чемпионом мира, а команде выиграть Кубок конструкторов.

## История
F1-2000 представляет собой эволюционное развитие прошлогоднего шасси F399. Впервые за три года Ferrari удалось сконструировать болид, с первых гонок не уступающий в скорости McLaren.
Сезон получился плотным и конкурентным. В первой половине сезоне Михаэль Шумахер сумел достичь заметного отрыва от соперников, однако после середины сезона его сумел догнать и опередить действующий чемпион мира Мика Хаккинен . Особенно яркой была победа финна в Гран-при Бельгии. Тем не менее, череда сильных выступлений в сочетании с надежностью машины и грамотной тактикой, позволили Шумахеру вернуть лидерство и досрочно выиграть чемпионат в Гран-при Японии.
Михаэль Шумахер стал первым чемпионом мира в составе Ferrari за 21 год (предыдущий титул в 1979 году выиграл Джоди Шектер). А Кубок Конструкторов стал для команды уже вторым подряд после предыдущего сезона. Сезон положил начало пятилетнему доминированию Ferrari и Михаэля Шумахера в Формуле-1.

## Результаты в чемпионате мира Формулы-1
| Год  | Шасси           | Двигатель            | Шины | Пилоты     | 1   | 2    | 3   | 4    | 5   | 6   | 7    | 8   | 9    | 10   | 11   | 12  | 13   | 14   | 15  | 16  | 17  | Место | Очки |
| ---- | --------------- | -------------------- | ---- | ---------- | --- | ---- | --- | ---- | --- | --- | ---- | --- | ---- | ---- | ---- | --- | ---- | ---- | --- | --- | --- | ----- | ---- |
| 2000 | Ferrari F1-2000 | Ferrari 049 V10, 3,0 | B    |            | АВС | БРА  | САН | ВЕЛ  | ИСП | ЕВР | МОН  | КАН | ФРА  | АВТ  | ГЕР  | ВЕН | БЕЛ  | ИТА  | США | ЯПО | МАЛ | 1     | 170  |
| 2000 | Ferrari F1-2000 | Ferrari 049 V10, 3,0 | B    | Шумахер    | 1   | 1    | 1   | 3    | 5   | 1   | Сход | 1   | Сход | Сход | Сход | 2   | 2    | 1    | 1   | 1   | 1   | 1     | 170  |
| 2000 | Ferrari F1-2000 | Ferrari 049 V10, 3,0 | B    | Баррикелло | 2   | Сход | 4   | Сход | 3   | 4   | 2    | 2   | 3    | 3    | 1    | 4   | Сход | Сход | 2   | 4   | 3   | 1     | 170  |

| Легенда к таблице |                                                                    |
| --- | ------------------------------------------------------------------ |
| В таблице перечислены результаты всех Гран-при Формулы-1, в которых использовался автомобиль. Строками таблицы являются сезоны, столбцами — этапы чемпионата мира. В каждой клетке указаны сокращённое название этапа и результат, дополнительно обозначенный цветом. Расшифровка обозначений и цветов представлена в нижеследующей таблице. |                                                                    |
| \| Пример \| Описание \| \| ------------ \| ------------------------------------------------------------------ \| \| 1 \| Победитель \| \| 2 \| Второе место \| \| 3 \| Третье место \| \| 5 \| Финишировал, заработав очки \| \| Сход \| Не финишировал, но при этом заработал очки \| \| 12 \| Финишировал, не получив очков \| \| НКЛ \| Финишировал, но не попал в финальную классификацию \| \| 15 \| Участвовал вне зачёта, либо по отдельной классификации \| \| 18 \| Не финишировал, но попал в финальную классификацию \| \| Сход \| Не финишировал \| \| НКВ \| Не прошёл квалификацию \| \| НПКВ \| Не прошёл предквалификацию \| \| ДСК \| Дисквалифицирован \| \| ИСК \| Исключён из протокола соревнований \| \| ТТ \| Заявлен для участия только в тренировках \| \| НС \| Участвовал в квалификации, но не стартовал в гонке \| \| Т \| Травмирован или болен \| \| ОТК \| Отказ от участия \| \| НТР \| Прибыл на соревнования, но на трассу не выезжал \| \| НПР \| Был заявлен в числе участников, но не прибыл к началу соревнований \| \| О \| Соревнования отменены \| \| \| Не участвовал \| \| Поул-позиция \| \| \| Быстрый круг \| \| |                                                                    |
| Пример | Описание                                                           |
| 1 | Победитель                                                         |
| 2 | Второе место                                                       |
| 3 | Третье место                                                       |
| 5 | Финишировал, заработав очки                                        |
| Сход | Не финишировал, но при этом заработал очки                         |
| 12 | Финишировал, не получив очков                                      |
| НКЛ | Финишировал, но не попал в финальную классификацию                 |
| 15 | Участвовал вне зачёта, либо по отдельной классификации             |
| 18 | Не финишировал, но попал в финальную классификацию                 |
| Сход | Не финишировал                                                     |
| НКВ | Не прошёл квалификацию                                             |
| НПКВ | Не прошёл предквалификацию                                         |
| ДСК | Дисквалифицирован                                                  |
| ИСК | Исключён из протокола соревнований                                 |
| ТТ | Заявлен для участия только в тренировках                           |
| НС | Участвовал в квалификации, но не стартовал в гонке                 |
| Т | Травмирован или болен                                              |
| ОТК | Отказ от участия                                                   |
| НТР | Прибыл на соревнования, но на трассу не выезжал                    |
| НПР | Был заявлен в числе участников, но не прибыл к началу соревнований |
| О | Соревнования отменены                                              |
| | Не участвовал                                                      |
| Поул-позиция |                                                                    |
| Быстрый круг |                                                                    |